# Heinkel He 118
Heinkel He 118 là một loại máy bay ném bom bổ nhào của Đức. He 118 cạnh tranh với Junkers Ju 87 để được sản xuất. Nhưng Luftwaffe đã chọn Ju 87. Chỉ có một số lượng nhỏ được chế tạo, nó được Nhật sử dụng làm nguyên mẫu để chế tạo Yokosuka D4Y.

## Biến thể
- He 118
- He 118A-1
- DXHe1

## Quốc gia sử dụng
Nhật Bản
- Hải quân Đế quốc Nhật Bản

## Tính năng kỹ chiến thuật (He 118A-01)
Dữ liệu lấy từ Warplanes of the Third Reich
Đặc điểm tổng quát
- Kíp lái: 2
- Chiều dài: 11,81 m (38 ft 8¾ in)
- Sải cánh: 15,10 m (49 ft 6½ in)
- Chiều cao: 4,19 m (13 ft 8¾ in)
- Diện tích cánh: 37,71 m² (405,8 ft²)
- Trọng lượng rỗng: 2.705 kg (5.952 lb)
- Trọng lượng có tải: 4.128 kg (9.082 lb)
- Động cơ: 1 × Daimler-Benz DB 600C, 679 kW (910 hp) trên độ cao 4.000 m (13.120 ft)

 Hiệu suất bay 
- Vận tốc cực đại: 394 km/h (213 knot, 245 mph) trên độ cao 6.000 m (19.685 ft)
- Vận tốc hành trình: 335 km/h (181 knot, 208 mph) trên độ cao 4.000 m (13.120 ft)
- Tầm bay: 1.050 km (567 hải lý, 652 mi)
- Leo lên độ cao 2.000 m (6.560 ft):

Trang bị vũ khí

- Súng: 

  - 2 × Súng máy MG 17 7,9 mm
  - 1 × súng máy MG 15 7,92 mm (.323 in)
- Bom: 500 kg (1.100 lb) bom